# Parque nacional de Minalungao
El Parque nacional de Minalungao (en tagalo Pambansang Liwasan ng Minalungao) es un área protegida de las Filipinas situada en el municipio del General Tinio, Nueva Ecija, en Luzón Central. El parque cubre un área de 2018 hectáreas, y está centrado a lo largo del pintoresco río Peñaranda  bordeado a ambos lados por muros de hasta 16 metros de alto de piedra caliza en las estribaciones de la cordillera de la Sierra Madre. Fue establecido en 1967 en virtud de la Ley de la República N º 5100.
El parque es considerado como uno de los pocos entornos naturales que quedan en esta región al norte de Manila.

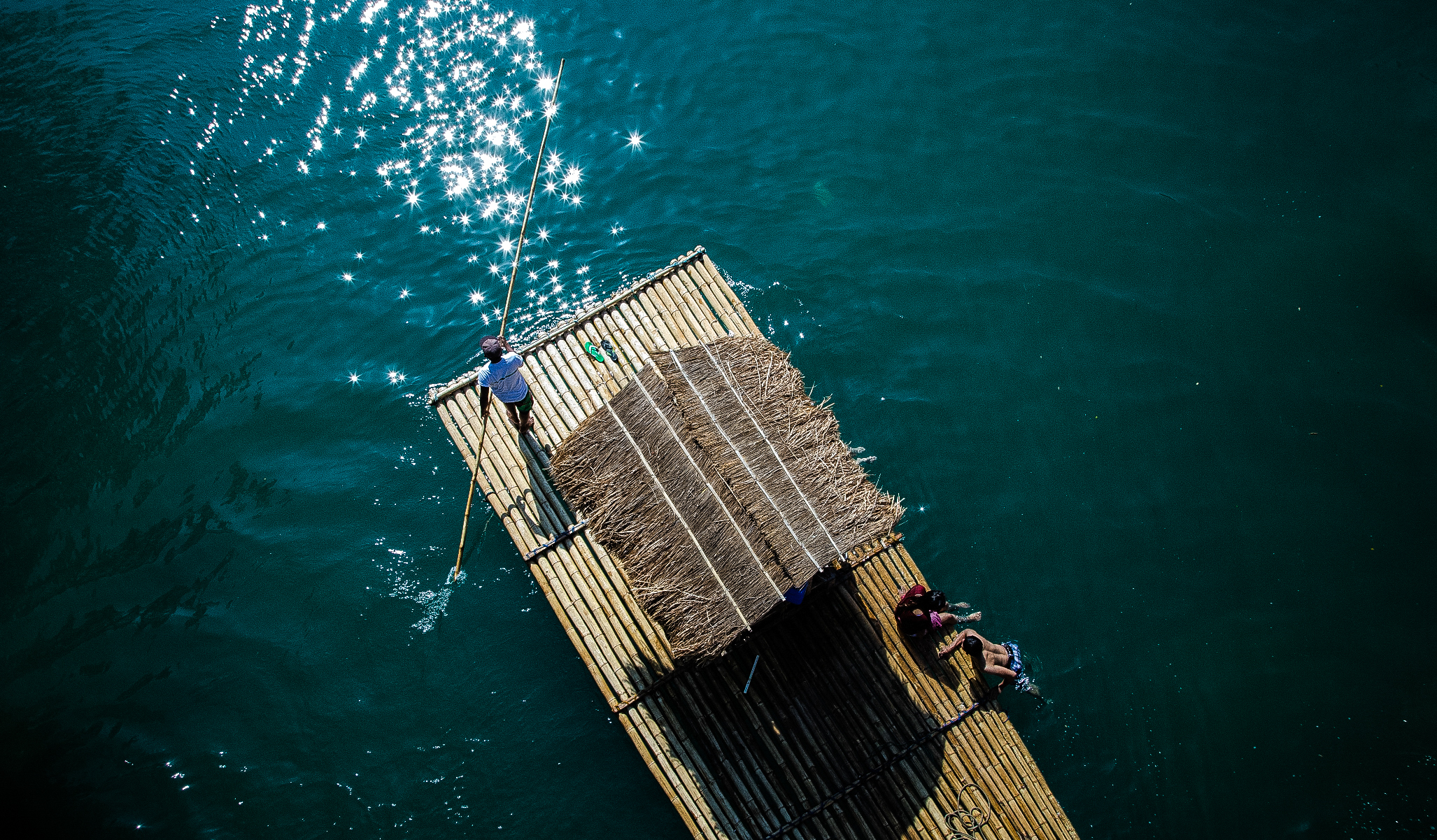
Parque nacional de Minalungao en 2019